# 白岡市消防本部
白岡市消防本部（しらおかししょうぼうほんぶ）は、埼玉県白岡市に存在した消防部局（消防本部）。管轄区域は白岡市全域。2013年4月、消防広域化により埼玉東部消防組合が発足したのに伴い解散した。

## 概要
- 消防本部：白岡市寺塚162-1
- 管内面積：24.88km2
- 職員定数：70人
- 消防署1カ所
- 分署1カ所
- 主力機械（2011年4月1日現在）
  - 普通消防ポンプ自動車：1
  - 水槽付消防ポンプ自動車：1
  - はしご付消防自動車：1
  - 化学消防自動車：1
  - 救助工作車：1
  - 救急自動車：3
  - 指令車：1
  - 指揮車：1
  - 広報車：1
  - 連絡車：2

## 沿革
- 1973年（昭和48年）4月 - 白岡町消防本部設置条例及び消防本部組織規則の公布する。
- 12月 - 消防本部仮庁舎を白岡町大字小久喜に設置し業務を開始する。
- 1976年（昭和51年）4月 - 消防庁舎を白岡町大字寺塚162番地に新築（移転）し、業務を開始する。
- 2012年（平成24年）10月 - 白岡町が市制施行したことにより、白岡市消防本部に改称。
- 2013年（平成25年）3月 - 篠津分署を白岡市篠津502-3に設置し、業務を開始する。
- 2013年4月　加須市消防本部・幸手市消防本部・白岡市消防本部・杉戸町消防本部・久喜地区消防組合が統合され埼玉東部消防組合が発足したのに伴い解散。

## 組織
- 本部－消防課－総務係、警防係、予防係、保安係
  - 消防署－第1警防隊、第2警防隊、第3警防隊
  - 篠津分署

## 消防署

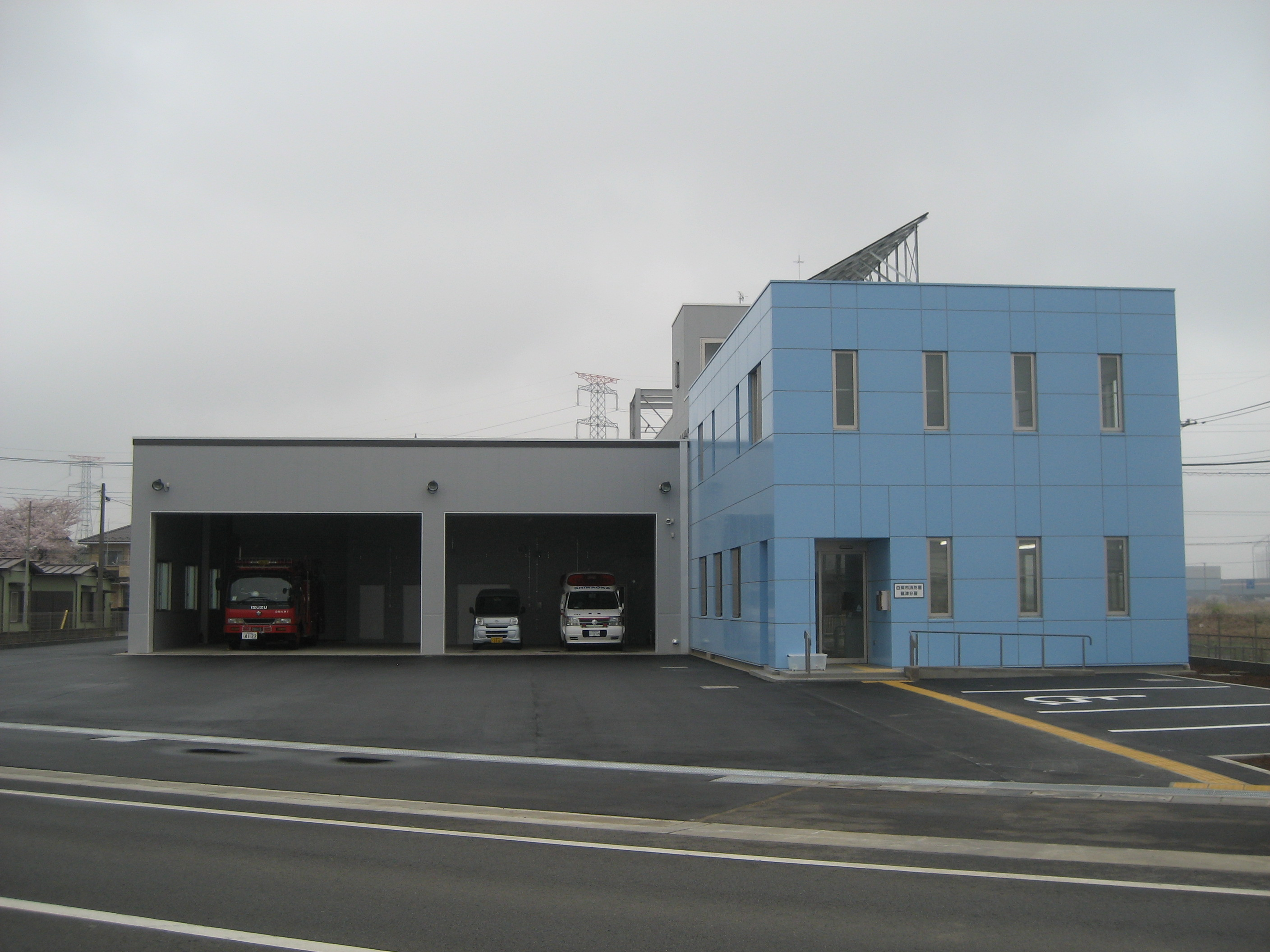
篠津分署

| 消防署       | 住所      | 分署            |
| ------------ | --------- | --------------- |
| 白岡市消防署 | 寺塚162-1 | 篠津：篠津502-3 |